# 肖村駅
肖村駅（しょうそんえき）は、中華人民共和国北京市朝陽区に位置する北京地下鉄亦荘線の駅である。

## 駅構造
- 島式ホーム1面2線を有する地下駅。[2][3]

## 歴史
- 2010年12月30日 - 開業。

## 隣の駅
北京地下鉄
■亦荘線
宋家荘駅 - 肖村駅 - 小紅門駅